# Vibrissina bridwelli
Vibrissina bridwelli är en tvåvingeart som först beskrevs av Aldrich 1931.  Vibrissina bridwelli ingår i släktet Vibrissina och familjen parasitflugor.
Artens utbredningsområde är Kansas. Inga underarter finns listade i Catalogue of Life.